# Anthony Anderson
Anthony Anderson (Compton, Kalifornia, 1970. augusztus 15. –) Golden Globe-díjra jelölt amerikai színész, humorista.
Az 1990-es években TV-sorozatokban játszott, filmben először 1999-ben. Szerepelt több televíziós szitkomban, mint például a Feketék fehéren és a The Bernie Mac Show. Emellett olyan sikeres filmekben játszott, mint az Én és én meg az Irén, a Gagyi mami, az ÖcsiKém 2. – A londoni küldetés, A tégla és a Transformers. Anderson rendszeres résztvevője az Iron Chef America főzőműsornak, 2016 óta a To Tell the Thruth című műsor házigazdája.

## Gyermekkora
Anderson a kaliforniai Comptonban született. Édesanyja Doris Anderson (született Hancox) telefonos operátor és színésznő, mostohaapja Sterling Bowman ruházati üzletvezető, aki az acéliparban is tevékenykedett. Anthony-nak nincs testvére. Egy DNS-analízis kimutatta, hogy az ősei Egyenlítői-Guinea-ból és Kamerunból származnak.
Fiatalon a stand up comedy-vel próbálkozott, de ott saját bevallása szerint először kudarcot vallott. Mikor egy színházban lépett fel komikusként és bejelentették a művésznevét ("Finom Tony"), a közönség egyből lehurrogta a színpadról. Ott megismert barátja, a szintén színész-komikus Guy Torry vigasztalta, majd ők 1999-ben együtt szerepeltek Eddie Murphy Életfogytig című filmjében. A Hollywood High School 1988-as évfolyamának diákja volt, majd a Howard Egyetemen végzett. Pályája elején Anderson olyan színészekkel gyakorolt, mint Ruby Dee, vagy Ossie Davis.

## Karrierje
Először a Hang Time című, fiataloknak szóló TV-sorozatnak köszönthetően került képernyőre 1996-ban. Rá két évre a New York rendőrei-ben szerepelt. Híresebb sorozatai közé tartozik a The Bernie Mac Show és a Feketék fehéren, amelyben Andre "Dre" Johnson-t alakítja. Utóbbiban nyújtott alakításainak köszönhetőn két alkalommal jelölték Emmy-díjra, a NAACP Image Awards díját 2014 óta három alkalommal kapta meg. Emellett a K-Ville, a Kemény zsaruk, és az Esküdt ellenségek című sorozatokban is feltűnt már szereplőként.
Filmben először az 1999-es, Szabad a szerelemban játszott. Ugyanebben az évben szerepelt Eddie Murphy Életfogytig című filmjében. A 2000-es évi Én és én meg az Irénben az egyik főszereplőt alakította, akárcsak a Birkanyírásban, a Kenguru Jackben és az ÖcsiKém 2.-ben. Mellékszereplőként részt vett A tégla, a Transformers című filmekben, ezek tartoznak még a sikeresebb filmjei közé. 2009-ben Jeremy Sisto-val közösen készített egy egyperces kisfilmet. 2010-ben a Sikoly 4.-ben kapott egy kisebb mellékszerepet. 2016-ban Golden Globe-díjra jelölték legjobb vígjátéksorozat színésze kategóriában.

## Magánélete
Felesége Alvina Anderson (született Stewart), akivel még az egyetemen ismerkedett meg, és 1995-ben házasodtak össze. Két gyermekük született, Kyra illetve Nathan, aki a Richie Rich című TV-sorozat egyik mellékszereplője. Los Angeles-ben éltek, 2022-ben váltak el.
Anthony cukorbeteg és gyakran tevékenykedik annak érdekében, hogy felhívja a figyelmet a betegségre.

## Filmográfia
| Év   | Magyar cím                                     | Eredeti cím                            | Szerep                  | Magyar hang         |
| ---- | ---------------------------------------------- | -------------------------------------- | ----------------------- | ------------------- |
| 1999 | Szabad a szerelem                              | Liberty Heights                        | Scribbles               | Betz István         |
| 1999 | Életfogytig                                    | Life                                   | kukta                   | Fesztbaum Béla      |
| 1999 | Ébresztő                                       | Trippin'                               | Z-Boy                   |                     |
| 2000 | Öld meg Rómeót!                                | Romeo Must Die                         | Maurice                 | Minárovits Péter    |
| 2000 | Öld meg Rómeót!                                | Romeo Must Die                         | Maurice                 | Bognár Tamás        |
| 2000 | Gagyi mami                                     | Big Momma's House                      | Nolan                   | Gesztesi Károly     |
| 2000 | Én és én meg az Irén                           | Me, Myself & Irene                     | Jamaal Baileygates      | F. Nagy Zoltán      |
| 2000 | Rémségek könyve 2. – A végső vágás             | Urban Legends: Final Cut               | Stan Washington         | Minárovits Péter    |
| 2001 | Kutyafuttában                                  | See Spot Run                           | Benny                   | Minárovits Péter    |
| 2001 | Sebhelyek                                      | Exit Wounds                            | T.K. Johnson            | Gesztesi Károly     |
| 2001 | Békés családi tűzfészek                        | Kingdom Come                           | Junior Slocumb          | Horváth Zoltán      |
| 2001 | Szabad fogás                                   | Two Can Play That Game                 | Tony                    |                     |
| 2001 | 3 dobás                                        | 3 Strikes                              | börtönőr (cameo)        |                     |
| 2002 | Birkanyírás                                    | Barbershop                             | J.D.                    | Minárovits Péter    |
| 2003 | Kenguru Jack                                   | Kangaroo Jack                          | Louis Booker            | Kálloy Molnár Péter |
| 2003 | Bölcsőd lesz a koporsód                        | Cradle 2 the Grave                     | Tommy                   | Kerekes József      |
| 2003 | A fehér csóka                                  | Malibu's Most Wanted                   | PJ                      | Kerekes József      |
| 2003 | Horrorra akadva 3.                             | Scary Movie 3                          | Mahalik                 | Boros Zoltán        |
| 2004 | Apa lettem, kisapám!                           | My Baby's Daddy                        | G. Bong                 | Seszták Szabolcs    |
| 2004 | ÖcsiKém 2. – A londoni küldetés                | Agent Cody Banks 2: Destination London | Derek Bowman            | Barabás Kiss Zoltán |
| 2004 | ÖcsiKém 2. – A londoni küldetés                | Agent Cody Banks 2: Destination London | Derek Bowman            | Kerekes József      |
| 2004 | Kalandférgek                                   | Harold & Kumar Go to White Castle      | Burger Shack Employee   | Faragó András       |
| 2005 | Csalóból csali                                 | King's Ransom                          | Malcolm King            | Kálloy Molnár Péter |
| 2005 | Nyomulj és nyerj!                              | Hustle & Flow                          | Key                     | Király Attila       |
| 2005 | PiROSSZka – A jó, a rossz, a farkas, MEGAnagyi | Hoodwinked!                            | Bill Stork (hangja)     | Széles Tamás        |
| 2006 | Horrorra akadva 4.                             | Scary Movie 4                          | Mahalik                 | Scherer Péter       |
| 2006 |                                                | The Last Stand                         | Jay                     |                     |
| 2006 | Arthur és a villangók                          | Arthur & the Invisibles                | Koolomassai (hangja)    | Breyer Zoltán       |
| 2006 | A tégla                                        | The Departed                           | Brown                   | Elek Ferenc         |
| 2007 | Transformers                                   | Transformers                           | Glen Whitmann           | Sótonyi Gábor       |
| 2010 | Ilyen a formám                                 | The Back-Up Plan                       | Apuka a játszótéren     | Galambos Péter      |
| 2010 | Sammy nagy kalandja – A titkos átjáró          | A Turtle's Tale: Sammy's Adventures    | Ray (hangja)            | Minárovits Péter    |
| 2011 | Sikoly 4.                                      | Scream 4                               | Perkins seriffhelyettes | Törköly Levente     |
| 2011 | Vad évad                                       | The Big Year                           | Bill Clemens            | Barát Attila        |
| 2012 |                                                | The Power of Few                       | Junkshow                |                     |
| 2013 | A kiütés                                       | Grudge Match                           | Mr. Smirglikezű         | Sörös Miklós        |
| 2014 | Rettegés alkonyat után                         | The Town That Dreaded Sundown          | "Sasszem" Morales       | Varga Gábor         |
| 2016 |                                                | Hot Bot                                | Frazier ügynök          |                     |
| 2016 | Birkanyírás 3.                                 | Barbershop: The Next Cut               | J.D.                    | Seszták Szabolcs    |
| 2017 |                                                | Small Town Crime                       | Mr. Banks               |                     |
| 2017 | A csillag                                      | The Star                               | Zach (hangja)           | Kassai Károly       |
| 2017 | Ferdinánd                                      | Ferdinand                              | Csontos (hangja)        | Jéger Zsombor       |
| 2019 | Ütemek                                         | Beats                                  | Romelo Reese            | Elek Ferenc         |
| 2023 | A magadfélék                                   | You People                             | Borbély                 | Kálloy Molnár Péter |
| 2025 | G20                                            | G20                                    | Derek Sutton            | Kerekes József      |

## Televíziós szerepei
Színészi pályafutásán gyakran televíziós sorozatokban töltött be kisebb-nagyobb szerepeket, emellett vetélkedő műsoroknak volt házigazdája, műsorvezetője. Fontosabb szerepei:
| Év        | Sorozat               | Szerep                   | Időtartam   |
| --------- | --------------------- | ------------------------ | ----------- |
| 2016–     | To Tell the Truth     | Önmaga/házigazda         | 8 epizód    |
| 2015      | Carnival Cravings     | Önmaga/házigazda         | 6 epizód    |
| 2014      | Eating America        | Önmaga/házigazda         | 8 epizód    |
| 2014–2022 | Feketék fehéren       | Andre "Dre" Johnson, Sr. | Tévésorozat |
| 2012–2013 | Apaütők               | Gary                     | Tévésorozat |
| 2008–2010 | Esküdt ellenségek     | Kevin Bernard detektív   | 50 epizód   |
| 2007      | K-Ville               | Marli Boulet             | 11 epizód   |
| 2005      | The Bernie Mac Show   | Bryan Brown              | Tévésorozat |
| 2004–2005 | Kemény zsaruk         | Antwon Mitchell          | Tévésorozat |
| 2003–2004 | Mindent Andersonékról | Önmaga                   | 16 epizód   |
| 1998      | New York rendőrei     | Vondell                  | 1 epizód    |
| 1996–1998 | Hang Time             | Teddy Brodis             | 39 epizód   |

## Díjai és jelölései
- Golden Globe-díj

2016. – jelölés – legjobb színész vígjátéksorozatban (Feketék fehéren)
- Primetime Emmy-díj

2015. – jelölés – kiemelkedő színész vígjátéksorozatban (Feketék fehéren)
2016. – jelölés – kiemelkedő színész vígjátéksorozatban (Feketék fehéren)
- Teen Choice Awards

2004. – jelölés – Choice TV: legjobb színész vígjátéksorozatban (Mindent Andersonékról)
2015. – jelölés – Choice TV: legjobb színész vígjátéksorozatban (Feketék fehéren)
2016. – jelölés – Choice TV: legjobb színész vígjátéksorozatban (Feketék fehéren)
- NAACP Image Awards

2013. – jelölés – kiemelkedő színész vígjátéksorozatban (Apaütők)
2014. – díj – kiemelkedő színész vígjátéksorozatban (Feketék fehéren)
2015. – díj – kiemelkedő színész vígjátéksorozatban (Feketék fehéren)
2016. – díj – kiemelkedő színész vígjátéksorozatban (Feketék fehéren)
- Critics' Choice Television Awards

2015. – jelölés – legjobb színész vígjátéksorozatban (Feketék fehéren)
2016. – jelölés – legjobb színész vígjátéksorozatban (Feketék fehéren)
- Screen Actors Guild Awards

2016. – jelölés – kiemelkedő férfi színész vígjátéksorozatban (Feketék fehéren)